# Gare de Loison-sous-Lens
La gare de Loison-sous-Lens est une gare ferroviaire française de la ligne de Lens à Don - Sainghin, située sur le territoire de la commune de Loison-sous-Lens, dans le département du Pas-de-Calais, en région Hauts-de-France.
C'est une halte de la Société nationale des chemins de fer français (SNCF), desservie par des trains TER Hauts-de-France.

## Situation ferroviaire
Établie à 31 mètres d'altitude, la gare de Loison-sous-Lens est située au point kilométrique (PK) 213,433 de la ligne de Lens à Don - Sainghin, entre les gares ouvertes de Sallaumines et de Pont-à-Vendin.

## Service des voyageurs

### Accueil
Halte de la SNCF, c'est un point d'arrêt non géré (PANG) à accès libre.

### Desserte

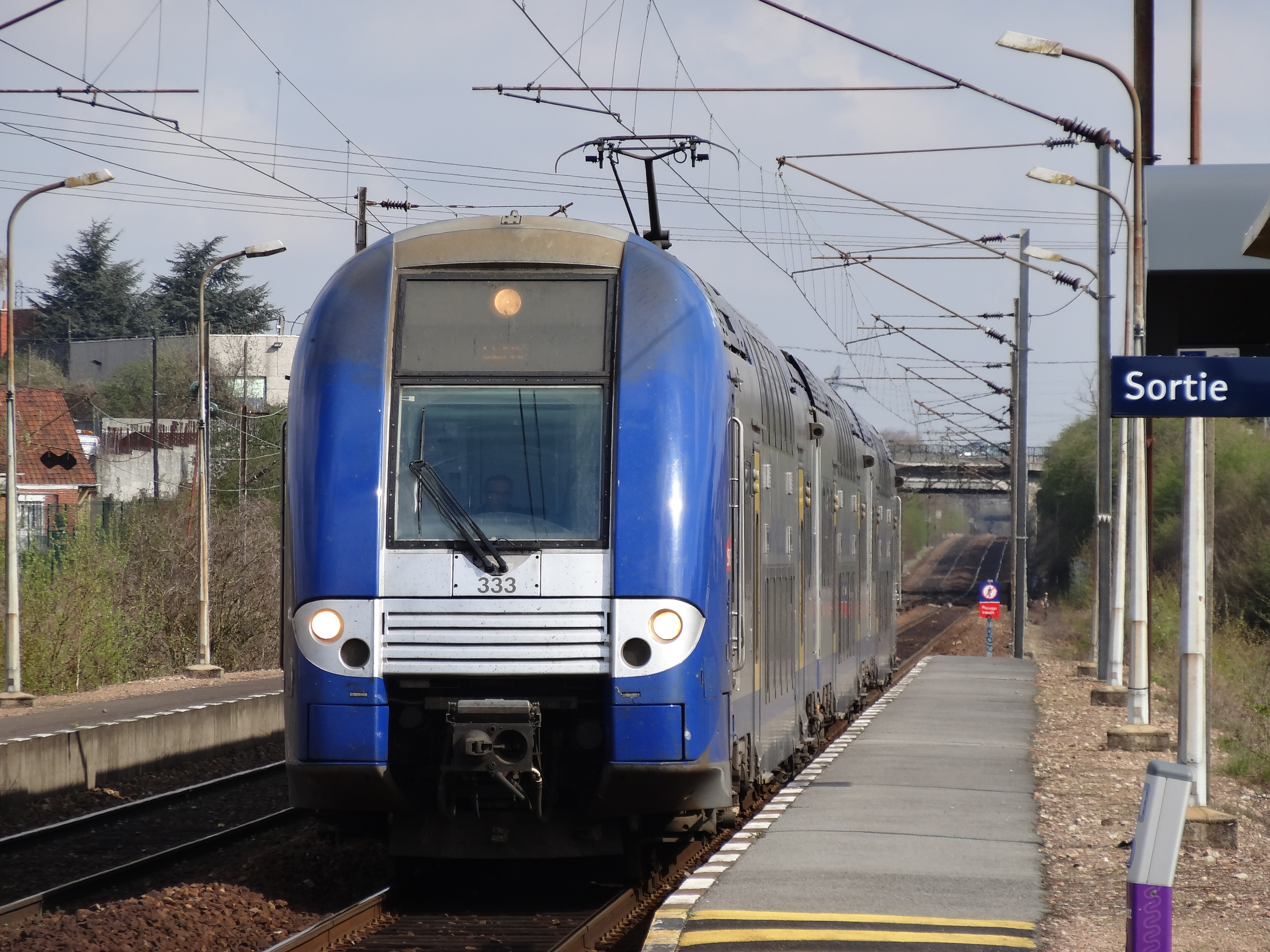
Un TER entre en gare.

Loison-sous-Lens est desservie par des trains omnibus du réseau TER Hauts-de-France, qui effectuent des missions entre les gares de Lens et de Lille-Flandres (ligne C51).

### Intermodalité
Le stationnement des véhicules est possible à proximité de l'ancien bâtiment voyageurs.